# سامانه جرقه‌زنی

نمودار چرخهٔ احتراق

سامانهٔ جرقه‌زنی (به انگلیسی: ignition system) سامانه‌ای برای اشتعال مخلوط سوخت و هواست.
از سامانهٔ جرقه‌زنی به‌طور عمده در موتورهای درون‌سوز استفاده می‌شود و در انواع موتورهای بنزینی و برای ایجاد قدرت برای انواع وسایل موتوری کاربرد مهمی دارد. همچنین، در انواع گرم‌کن‌های گازی و گرم‌کن‌های نفتی و موتورهای موشک کارایی دارد.
نخستین تلاش‌ها برای ساخت سامانهٔ جرقه‌زنی و استفاده از جرقهٔ الکتریکی در اروپا در سال ۱۷۸۰ توسط آلِساندرو وُلتا انجام شد و او در تفنگ الکتریکی خود از آن استفاده کرد. تقریباً در عصر حاضر از جرقهٔ الکتریکی در تمام موتورهای بنزینی برای احتراق استفاده می‌شود.